# Geomyphilus pinolus
Geomyphilus pinolus är en skalbaggsart som beskrevs av Gordon och Paul E.Skelley 2007. Geomyphilus pinolus ingår i släktet Geomyphilus och familjen Aphodiidae. Inga underarter finns listade i Catalogue of Life.